# Mont-Louis
Mont-Louis (tiếng Catalunya: Montlluís hay el Vilar d'Ovansa) là một xã ở tỉnh Pyrénées-Orientales trong vùng Occitanie, phía nam nước Pháp. Xã này nằm ở khu vực có độ cao trung bình 1600 mét trên mực nước biển.
Năm 2008, tường thành của Mont-Louis cùng với những tường thành Vauban đã được UNESCO đưa danh sách di sản thế giới.

## Liên kết ngoài

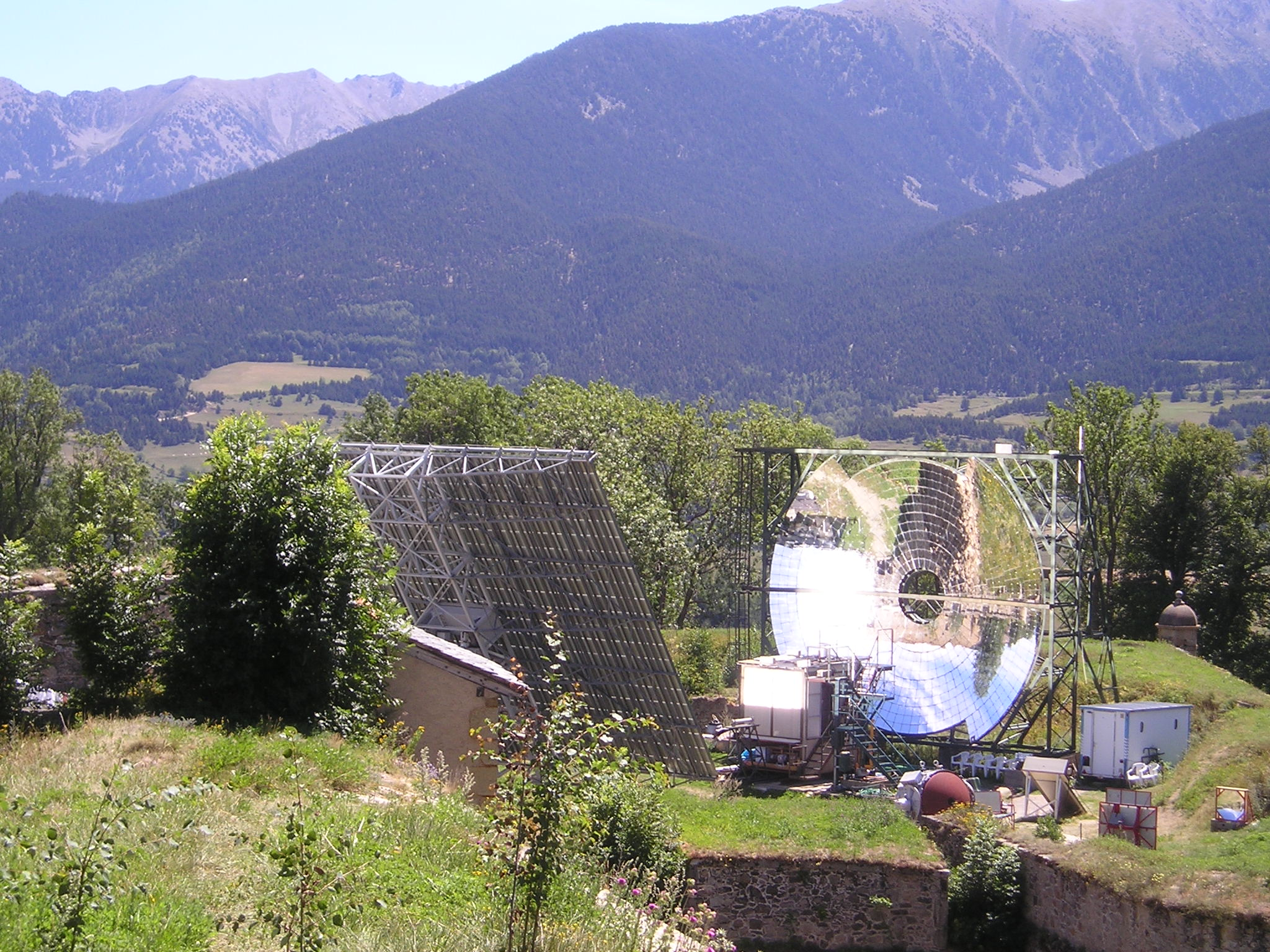
Solar furnace of Mont-Louis